# La Villa Santo Sospir
Pour plus de détails, voir Fiche technique et Distribution.
La Villa Santo Sospir est un moyen métrage français réalisé par Jean Cocteau et sorti en 1952.

## Synopsis
Visite, commentée par Jean Cocteau, de la villa qu'il a décorée en 1950, propriété de Francine Weisweiller, à Saint-Jean-Cap-Ferrat.

## Fiche technique
- Titre : La Villa Santo Sospir
- Réalisation et commentaire : Jean Cocteau
- Assistant : Frédéric Rossif
- Photographie : Vladimir Ivanov
- Musique : Jean-Sébastien Bach et Antonio Vivaldi (chef d'orchestre : Jacques Métehen)
- Production : Les Films du Cap - J. C. Productions
- Format : 16 mm
- Durée : 36 minutes
- Date de sortie : 1952

## Distribution

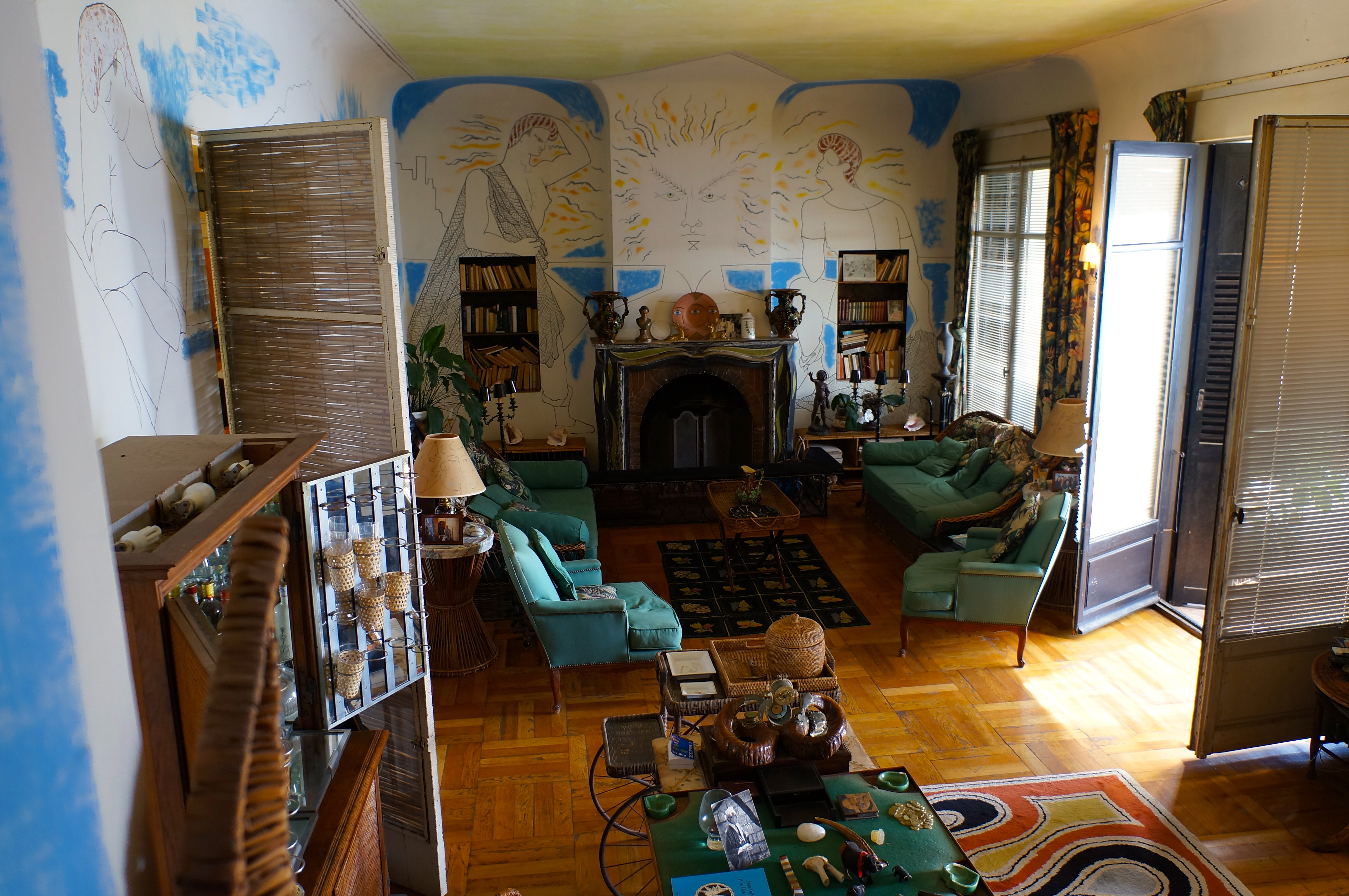
Salon de la Villa Santo Sospir décoré par Jean Cocteau

- Jean Cocteau
- Édouard Dermithe
- Francine Weisweiller